# Niels Holck
Niels Holck (født 1961; tidligere Niels Christian Nielsen, også kendt under dæknavnet Kim Peter Davy og som barfodsrøveren) er en dansker der er kendt for sin rolle i nedkastningen af omkring fire ton våben i Purulia-distriktet i Vestbengalen i Indien i 1995. Han flygtede på spektakulær vis til Danmark og har siden været eftersøgt af Interpol. I sagen blev seks andre personer idømt livsvarigt fængsel i Indien.
Efterfølgende begærede Indien ham udleveret fra Danmark til retsforfølgelse i Indien. Østre Landsret besluttede dog i 2011, at Holck ikke kunne udleveres, hvilket medførte diplomatiske spændinger i forholdet mellem Danmark og Indien.

## Baggrund
Holck er fra Aars og havde sin opvækst i Nordsjælland. Han begyndte i 1981 at arbejde for fattige og forfulgte, blandt andet i Kolkatas slum. Han organiserede guldsmugling i Asien for at finansiere udviklingsprojekter. Han var involveret i organisationen Ananda Marga, der både er anset som en terrororganisation og en humanitær organisation.
Holck blev anholdt i Danmark efter to pengetransportrøverier i Nivå. Ifølge ham selv blev han falsk angivet af en narko-afhængig kammerat, der var anholdt for røveri. Ved at foregive at ville vise hvor pengene fra røveriet var skjult, fik Holck politiet til at tage ham ud til Rungsted Hegn. Der lykkedes det for ham at flygte. Det skete på bare fødder, hvilket gav ham tilnavnet "barfodsrøveren". Med et lånt pas og 5.000 kroner forlod han Danmark.
Han har siden 1996 levet i Danmark, de første mange år under falsk identitet og uden at blive forfulgt for sine gerninger. I dag bor Niels Holck i Bendstrup nord for Hillerød og har fået to børn. I 2008 skrev han bogen De kalder mig terrorist. Han stiftede og ledede husbådsfirmaet Waterliving i Hillerød. Firmaet kom dog bagud med betalingerne og var involveret i en "kulturbåd" med Skive og Morsø Kommune, inden firmaet erklærede sig konkurs.
Han arbejder i dag med solcelleprojekter i selskabet Levende Energi, der arbejder med muligheden for at opføre op mod 475 større solcelleanlæg i Danmarks potentielt største solcelleprojekt.

## Våbennedkastningen
Den 17. december 1995 var Niels Holck involveret i nedkastning af våben til en oprørsgruppe i den indiske delstat Vestbengalen. Det drejede sig om 500 AK-47 rifler, 250.000 patroner, 12 raketkastere og 100 anti-tank-granater. Til betalinger af sine aktiviteter, blandt andet køb af flybrændstof, anvendte Holck et Visakort udstedt af Jyske Banks afdeling i Gibraltar. Seks personer blev senere anholdt i sagen. De blev alle idømt livsvarigt fængsel i Indien. Det drejede sig om den britiske våbenhandler Peter Bleach og fem letter (der senere fik russisk statsborgerskab). Efter pres fra de russiske og britiske regeringer blev de seks benådet, Bleach i 2004. Holck nåede at stikke af, men har senere erkendt at have deltaget i nedkastningen af de op mod fire tons våben og ammunition.
Nedkastningerne blev omtalt i DRs Kriminalmagasinet i vinteren 1999/2000 og Holcks beretning fremkom i den journaliststuderende Laila Miermonts bog Våben fra himlen fra 2001. Peter Bleach havde orienteret det engelske politi om nedkastningen forud for aktionen, og Holck påstår at også Politiets Efterretningstjeneste (PET) vidste besked om nedkastningen. Københavns Politi undersøgte i 2002–2003 mulighederne for at retsforfølge Holck i Danmark, men kom til den konklusion, at det ikke var muligt.

### Mulig udlevering
Med baggrund i Terrorangrebet den 11. september 2001 blev den danske udleveringslov ændret i 2002. Det betød, at danske statsborgere kunne udleveres til retsforfølgelse i lande uden for den Den Europæiske Union, og i 2002 anmodede Indien Danmark om at få udleveret Holck.
For at undgå udlevering levede Holck under jorden i Danmark. I 2010 blev han anholdt og fremstillet i grundlovsforhør efter at det danske Justitsministerium havde forhandlet med de indiske myndigheder og havde besluttet at han kunne udleveres. Han blev dermed den anden dansker, der kunne udleveres til retsforfølgelse uden for Den Europæiske Union efter den danske kvinde Camilla Broe, der tidligere var blevet udleveret til USA. I november 2010 bestemte Byretten i Hillerød dog, at Holck ikke kunne udleveres. Sagen blev anket til Østre Landsret, mens Holck blev surrogatfængslet, hvor hans pas var deponeret og han skulle melde sig til politiet to gange om ugen. I juni 2011 afsagde Østre Landsret kendelse om, at Holck ikke skulle udleveres til Indien. Efterfølgende opgav Rigsadvokaten Jørgen Steen Sørensen at indbringe sagen for Højesteret.
Den 23. juni 2023 indstillede Rigsadvokaten til Retten i Hillerød, at der kunne ske udlevering af Niels Holck til strafforfølgning i Indien. 
Hvis Niels Holck blive udleveret til Indien, skal han tilbage til Danmark, når den indiske straffesag er afsluttet, lød det i pressemeddelelsen.
Han vil således skulle afsone straffen fra en eventuel indisk dom i Danmark.

## Diplomatiske forviklinger og debat
At Danmark nægtede at udlevere Niels Holck medførte spænding i det dansk-indiske forhold. I august 2011 varslede Indien en fastfrysning af samarbejdet med Danmark, og den danske ambassadør i Indien Freddy Svane anslog, at den dansk-indiske samhandel ville gå glip af en forventet stigning på adskillige milliarder kroner. Med baggrund i Holck-sagen aflyste den indiske præsident Pratibha Patil i februar 2012 et besøg i Danmark, der var planlagt til sommeren 2012. I 2012 instruerede Indien deres topembedsmænd til ikke at mødes med repræsentanter fra de danske myndigheder.
I juli 2012 forlød det ifølge den indiske avis The Telegraph, at Indien afviste visumansøgninger fra Danmark. Det danske Udenrigsministerium afviste dog at have modtaget formel information om visumafvisninger, men Mellemfolkeligt Samvirke kunne meddele at fem af deres volontører havde fået afvist deres ansøgninger i slutningen af 2011 og begyndelse af 2012.
Den indiske journalist Praveen Swami anklagede Danmark for racisme i sagen: "Brune menneskers retssystem er ikke for hvide mennesker". Han henviste til CIA-flyvningerne med mellemlanding i Danmark og til Talat Fuad Qasim, der havde opnået dansk asyl. Qasim blev i 1995 kidnappet i Kroatien i en CIA-operation og udleveret til Egypten og sandsynligvis henrettet uden protester fra Danmark. Senere i september 2012 meddelte Niels Holck selv, at han var parat til at stille op til afhøring og til at blive stillet for en indisk domstol på neutral grund. Han havde gennem et år forhandlet med de indiske myndigheder om en sådan fremgangsmåde. Sagen fortsatte ind i 2013, hvor danske embedsmænd rejste til Indien for at forhandle. Rejsen var forgæves og Indien opretholdt sanktionerne.
Den 4. juni 2014 havde Andreas Koefoeds dokumentarfilm Våbensmuglingen premiere i 40 biografer landet over. På 17 dage havde den solgt 1.434 biografbilletter, hvilket ifølge Politikens journalist Kim Skotte var et tegn på at det stadig er svært at sælge dokumentarfilm i biografen. Den 19. oktober 2014 blev dokumentarfilmen vist på DR1.
I begyndelse af 2019 kom det frem i medierne at Danmark og Indien igen havde forhandlet om udleveringssagen:
I maj 2018 havde to indiske repræsentanter haft møde hos den danske rigsadvokat, og kontakten fortsattes ind i 2019.